# Закон Франка — Старлинга
Зако́н Фра́нка — Ста́рлинга (также известный как механизм Франка — Старлинга и как закон сердца Старлинга) представляет собой взаимосвязь между конечным диастолическим объёмом и ударным объёмом.
Эксперименты на денервированных сердцах показали, что миокард способен к изменениям в гемодинамике приспосабливаться с помощью собственных внутрисердечных механизмов. Таких механизмов известно два: 1) ритмо-инотропная зависимость (зависимость силы сокращения от частоты сокращения) и 2) механизм Франка — Старлинга. 

## Физиология

### Физиологическая основа
Объём полостей сердца изменяется пропорционально длине мышечных волокон их стенок, возведённой в третью степень; давление в такой полости обратно пропорционально её радиусу. 
Было замечено, что увеличение объёма желудочка обусловлено увеличением длины каждого кардиомиоцита, образующего камеры сердца. На основании этого наблюдения был сделан вывод, что увеличение длины мышечных волокон влияет на работы сердца за счёт изменения количества взаимодействующих перекрещивающихся миофиламентов. Однако ещё более поздние исследования привели к гипотезе, что в основе лежит изменение чувствительности миофиламентов к ионам кальция в связи с растяжением мышечной клетки.
Вместе с тем, чрезмерно высокие значения наполняющего давления, когда мышечные волокна растягиваются слишком, приводят скорее к снижению насосной мощности желудочков, а не к её росту.
Известно, что наибольшее изометрическое активное напряжение развивается, когда мышца имеет оптимальную длину. Однако длина расслабленных кардиомиоцитов в покоящемся желудочке меньше, чем оптимальная длина для сокращения, потому что в сердце (любого животного) нет костей для фиксации длины саркомера, поэтому длина саркомера очень изменчива и напрямую зависит от наполнения кровью и, следовательно, расширения камер сердца. В человеческом сердце максимальная сила генерируется при начальной длине саркомера в  2,2 мкм, и если начальная длина больше или меньше этого оптимального значения, то сила, развиваемая при сокращении мышцы, окажется меньше максимально возможной.

### Физиологическое значение
Главный вывод из этих экспериментов Старлинга заключается в том, что изолированное сердце при постоянной частоте сердечных сокращений (ЧСС) способно самостоятельно, посредством саморегуляции, приспосабливать свою деятельность к возрастающей нагрузке объёмом, отвечая на неё увеличенным выбросом.
Иными словами, главным следствием закона Франка — Старлинга является то, что при увеличении венозного давления при неизменном артериальном возрастает сила сердечных сокращений и увеличиваются СО и МОК.
Аналогичный механизм саморегуляции миокарда действует и при увеличении нагрузки давлением, однако в отличие от увеличения нагрузки объёмом в данном случае большее растяжение волокон приводит к более мощному сокращению.
Это явление именуется эффектом Анрепа, по имени исследователя, описавшего его в 1912 году.
Иными словами, другим основным следствием закона сердца Старлинга является то, что при увеличении артериального давления и неизменном венозном давлении возрастает сила сердечных сокращений для преодоления возросшего сопротивления (т. е. чем больше противонагрузка, тем больше сила сокращений), но СО и МОК не меняются.
Изменение объёма желудочков позволяет сердцу также приспосабливаться к изменениям частоты ЧСС. Например, при брадикардии увеличенная продолжительность диастолы создаёт возможность для большего наполнения желудочков. Последующее увеличение длины кардиомиоцитов приводит к увеличению систолического объёма. Таким образом, уменьшение ЧСС может оказаться полностью скомпенсированным за счёт увеличения систолического объёма, и результирующий сердечный выброс останется неизменным.
За счёт одного только механизма Франка — Старлинга МОК может быть увеличен до 10—13 л/мин.
В ходе последующих исследований было выявлено, что кардиодинамика иннервированного сердца in situ существенно отличается от той, которая наблюдается в эксперименте Старлинга; во всяком случае в здоровом сердце во время физической нагрузки роль механизма Франка — Старлинга существенно снижается и на первое место выступают управляющие воздействия симпатической нервной системы: сократимость миокарда возрастает независимо от исходного растяжения (положительный инотропный эффект). Таким образом, перестройка деятельности желудочков под влиянием со стороны симпатической нервной системы позволяет при одном и том же диастолическом объёме либо выбрасывать кровь против повышенного давления, либо увеличивать ударный объём без увеличения конечнодиастолического объёма.
Существуют утверждения, что действие механизма Франка — Старлинга существенно модифицируется также и на уровне локальных интракардиальных (кардиально-кардиальных) рефлексов, замыкающихся в интрамуральных ганглиях сердца. Примером такого рефлекса может быть следующий: при увеличении притока крови к правому предсердию усиливается сокращение левого желудочка, как бы заранее адаптивно освобождая место для крови, которая вскоре начнёт поступать в большем объёме в левый отдел сердца после прохождения малого круга кровообращения. Однако этот эффект наблюдается только на фоне низкого исходного наполнения сердца и сравнительно низкого давления в устье аорты и в коронарных сосудах. В том же случае, когда камеры сердца, аорта и коронарные сосуды переполнены кровью, дополнительное растяжение предсердий, наоборот, приведёт к угнетению сократимости желудочков, — тем самым уменьшая сердечный выброс и как бы отменяя закон Франка — Старлинга.
Таким образом, физиологическое значение механизма Франка — Старлинга в условиях сердца in situ состоит скорее в координации выброса обоих желудочков: поскольку желудочки сокращаются с одинаковой частотой, их выбросы могут согласовываться друг с другом только путём взаимного приспособления ударных объёмов. Саморегуляторные механизмы миокарда включаются также при перемене положения тела, сопровождающегося изменением венозного возврата.

## Исторические сведения
Этот внутрисердечный механизм регуляции деятельности миокарда обнаружили примерно сто лет назад независимо О. Франк и  Э. Старлинг — немецкий и английский учёный, соответственно. 
Препарат сердца млекопитающего, предложенный Э. Старлингом, позволяет в широких пределах изменять давление в аорте и венозный возврат, — что даёт возможность сопоставлять эти параметры с конечно-диастолическим размером желудочков. Поскольку температура крови поддерживается в ходе эксперимента на постоянном уровне, а сердечные нервы пересечены, ритм сердца не меняется. В ходе эксперимента нагрузка объёмом создаётся путём повышенного диастолического наполнения желудочка, а нагрузка давлением создаётся при помощи повышения периферического сопротивления. Построенные в ходе эксперимента графики зависимости давления в желудочке от объёма желудочка демонстрирует адаптацию миокарда к кратковременным нагрузкам объёмом и давлением при помощи механизма Франка — Старлинга.
Однако существует также мнение, что ни Франк, ни Старлинг не были первыми, кто описал взаимосвязь между конечным диастолическим объёмом и регуляцией сердечного выброса. Первая формулировка закона была теоретизирована итальянским физиологом Д. Маэстрини, который 13 декабря 1914 года начал первый из 19 экспериментов, которые привели его к формулировке «закона сердца» (ориг. итал. legge del cuore).
Вклад Отто Франка состоит в его экспериментах 1895 года на сердцах лягушек. С целью поиска связи между работой сердца и скелетных мышц, Франк занимался наблюдениями изменений в диастолическом давлении с различными объёмами желудочка лягушки, а свои наблюдения он представил в виде диаграммы давление—объём.
Старлинг экспериментировал на интактных сердцах млекопитающих, таких как собаки, чтобы выяснить, почему изменения артериального давления, частоты сердечных сокращений и температуры не влияют на относительно постоянный сердечный выброс. Более чем за 30 лет до разработки модели мышечного сокращения как скольжения миофибрилл и до понимания взаимосвязи между активным напряжением и длиной саркомера, Старлинг в 1914 году высказал предположение, что «механическая энергия, высвобождаемая при переходе от покоя к активному состоянию, является функция длины волокна». 

### Книги
1. ↑  Физиология. Основы и функциональные системы / под ред. К. В. Судакова. — М.: Медицина, 2000. — 784 с. — ISBN 5-225-04548-0.
2. ↑  Филимонов В. И. Руководство по общей и клинической физиологии. — М.: Медицинское информационное агентство, 2002. — 958 с. — 3000 экз. — ISBN 5-89481-058-2.
3. ↑  Фундаментальная и клиническая физиология / под ред. А. Камкина, А. Каменского. — М.: Academia, 2004. — 1072 с. — ISBN 5-7695-1675-5.
4. ↑  Том 2. // Физиология человека: В 3-х томах / Пер. с англ. / Под ред.  Р. Шмидта, Г. Тевса. — 3-е изд.. — М.: Мир, 2005. — 314 с. — ISBN 5-03-003576-1.
5. ↑  Vander's Human Physiology: The Mechanisms of Body Function (англ.) / Widmaier, E. P., Hershel, R., & Strang, K. T.. — 14th ed.. — NY: McGraw-Hill Education, 2016. — ISBN 978-1-259-29409-9.

### Статьи
1. ↑  G. von Anrep. On the part played by the suprarenals in the normal vascular reactions of the body (англ.) // The Journal of Physiology : journal. — 1912. — Vol. 45, no. 5. — P. 307–317. — doi:10.1113/jphysiol.1912.sp001553. — PMID 16993158. — PMC 1512890.
2. ↑  Jacob R., Dierberger B., Kissling G. Functional significance of the Frank-Starling mechanism under physiological and pathophysiological conditions (англ.) // European Heart Journal : journal. — 1992. — Vol. 13. — P. 7–14. — doi:10.1093/eurheartj/13.suppl_E.7. Архивировано 18 июня 2022 года.
3. 1 2 3  Katz A. M. Ernest Henry Starling, His Predecessors, and the "Law of the Heart" (англ.) // Circulation : journal. — 2002. — Vol. 106, no. 23. — P. 2986–2992. — doi:10.1161/01.CIR.0000040594.96123.55. — PMID 12460884.